# Grant Heslov
Grant Heslov (Los Angeles, 15 maggio 1963) è un attore, regista, sceneggiatore e produttore cinematografico statunitense.

## Carriera
Nato a Los Angeles, in California, da una famiglia ebraica, Heslov ha recitato in film come True Lies, Congo, Pericolosamente insieme, Dante's Peak, Enemy of the State, Il Re Scorpione, Good Night, and Good Luck.
Nel 2006 ha ottenuto una nomination all'Oscar per la miglior sceneggiatura originale per lo stesso Good Night, and Good Luck. (di cui è stato anche produttore e co-sceneggiatore assieme a George Clooney). Nel 2009 ha diretto George Clooney, Ewan McGregor, Jeff Bridges e Kevin Spacey nel film L'uomo che fissa le capre, e nel 2013 ha vinto l'Oscar al miglior film per il suo lavoro da produttore in Argo.
È sposato con la produttrice Lysa Hayland.

## Filmografia parziale

### Attore

#### Cinema
- Il viaggio di Natty Gann (The Journey of Natty Gann), regia di Jeremy Kagan (1985)
- I ragazzi della porta accanto (The Boys Next Door), regia di Penelope Spheeris (1985)
- Pericolosamente insieme (Legal Eagles), regia di Ivan Reitman (1986)
- Intrigo a Hollywood (Sunset), regia di Blake Edwards (1988)
- License to Drive - Licenza di guida (License to Drive), regia di Greg Beeman (1988)
- Curve pericolose (Dangerous Curves), regia di David Lewis (1988)
- Scommesse al college (Catch Me if You Can), regia di Stephen Sommers (1989)
- Vital Signs - Un anno, una vita (Vital Signs), regia di Marisa Silver (1990)
- La rivincita dei nerds III (Revenge of the Nerds III: The Next Generation), regia di Roland Mesa (1992)
- True Lies, regia di James Cameron (1994)
- Congo, regia di Frank Marshall (1995)
- La pecora nera (Black Sheep), regia di Penelope Spheeris (1996)
- Piume di struzzo (The Birdcage), regia di Mike Nichols (1996)
- Dante's Peak - La furia della montagna (Dante's Peak), regia di Roger Donaldson (1997)
- Nemico pubblico (Enemy of the State), regia di Tony Scott (1998)
- Waiting for Woody, regia di Grant Heslov (1998) - cortometraggio
- Bug, regia di Phil Hay e Matt Manfredi (2002)
- Il Re Scorpione (The Scorpion King), regia di Chuck Russell (2002)
- Good Night, and Good Luck., regia di George Clooney (2005)
- In amore niente regole (Leatherheads), regia di George Clooney (2008)
- Lost Angeles, regia di Phedon Papamichael (2012)
- Monuments Men (The Monuments Men), regia di George Clooney (2014)
- Ticket to Paradise, regia di Ol Parker (2022)
- Erano ragazzi in barca (The Boys in the Boat), regia di George Clooney (2023)

#### Televisione
- Ai confini della realtà (The Twilight Zone) – serie TV, episodio 2x17 (1987)
- La signora in giallo (Murder, She Wrote) - serie TV, episodio 6x10 (1989)
- Colombo (Columbo) - serie TV, episodio 10x03 (1991)
- CSI - Scena del crimine (CSI: Crime Scene Investigation) - serie TV, episodio 1x04 (2000)
- A prova di errore (Fail Safe), regia di Stephen Frears – film TV (2000)
- Catch-22 – miniserie TV, 6 puntate (2019)

### Regista
- Waiting for Woody (1998) - cortometraggio
- Par 6 (2002)
- Tony (2008) - cortometraggio
- L'uomo che fissa le capre (The Men Who Stare at Goats) (2009)
- Catch-22 – miniserie TV, puntate 1-5 (2019)
- The Agency – serie TV, episodi 1x07-1x08 (2024)

### Sceneggiatore
- Waiting for Woody, regia di Grant Heslov (1998) - cortometraggio
- Good Night, and Good Luck., regia di George Clooney (2005)
- Le idi di marzo (The Ides of March), regia di George Clooney (2011)
- Monuments Men (The Monuments Men), regia di George Clooney (2014)
- Suburbicon, regia di George Clooney (2017)

### Produttore
- Good Night, and Good Luck., regia di George Clooney (2005)
- In amore niente regole (Leatherheads), regia di George Clooney (2008)
- L'uomo che fissa le capre (The Men Who Stare at Goats), regia di Grant Heslov (2009)
- The American, regia di Anton Corbijn (2010)
- Le idi di marzo (The Ides of March), regia di George Clooney (2011)
- Martin Scorsese Eats a Cookie, regia di George Clooney (2012) - cortometraggio
- Argo, regia di Ben Affleck (2012)
- I segreti di Osage County (August: Osage County), regia di John Wells (2013)
- Monuments Men (The Monuments Men), regia di George Clooney (2014)
- All'ultimo voto (Our Brand is Crisis), regia di David Gordon Green (2015)
- Money Monster - L'altra faccia del denaro (Money Monster), regia di Jodie Foster (2016)
- Suburbicon, regia di George Clooney (2017)
- Catch-22 – miniserie TV (2019)
- The Midnight Sky, regia di George Clooney (2020)
- Il bar delle grandi speranze (The Tender Bar), regia di George Clooney (2021)
- Erano ragazzi in barca (The Boys in the Boat), regia di George Clooney (2023)
- Wolfs - Lupi solitari (Wolfs), regia di Jon Watts (2024)

## Doppiatori italiani
Nelle versioni in italiano delle opere in cui ha recitato, Grant Heslov è stato doppiato da:
- Edoardo Nevola in Congo, Il Re Scorpione
- Manfredi Aliquò in La pecora nera, Piume di struzzo
- Oreste Baldini in La signora in giallo
- Fabio Boccanera in True Lies
- Roberto Gammino in Dante's Peak - La furia della montagna
- Alessio Cigliano in Waiting for Woody
- Luigi Ferraro in X-Files
- Patrizio Prata in A prova di errore
- Alberto Angrisano in Good Night, and Good Luck
- Stefano Brusa in Catch-22